# أم صابر
قرية ام صابر هي إحدى القرى التابعة لمركز بدر في محافظة البحيرة في جمهورية مصر العربية. حسب إحصاءات سنة 2006، بلغ إجمالي السكان في ام صابر 7417 نسمة، منهم 3809 رجل و3608 امرأة.